# Bogdan Królewski
Bogdan Józef Królewski (ur. 29 maja 1944 w Kiełbowie, zm. 24 sierpnia 2013 w Warszawie) – polski biznesmen i polityk, poseł na Sejm PRL IX kadencji, od 1984 do 1985 wiceminister rolnictwa i gospodarki żywnościowej.

## Życiorys

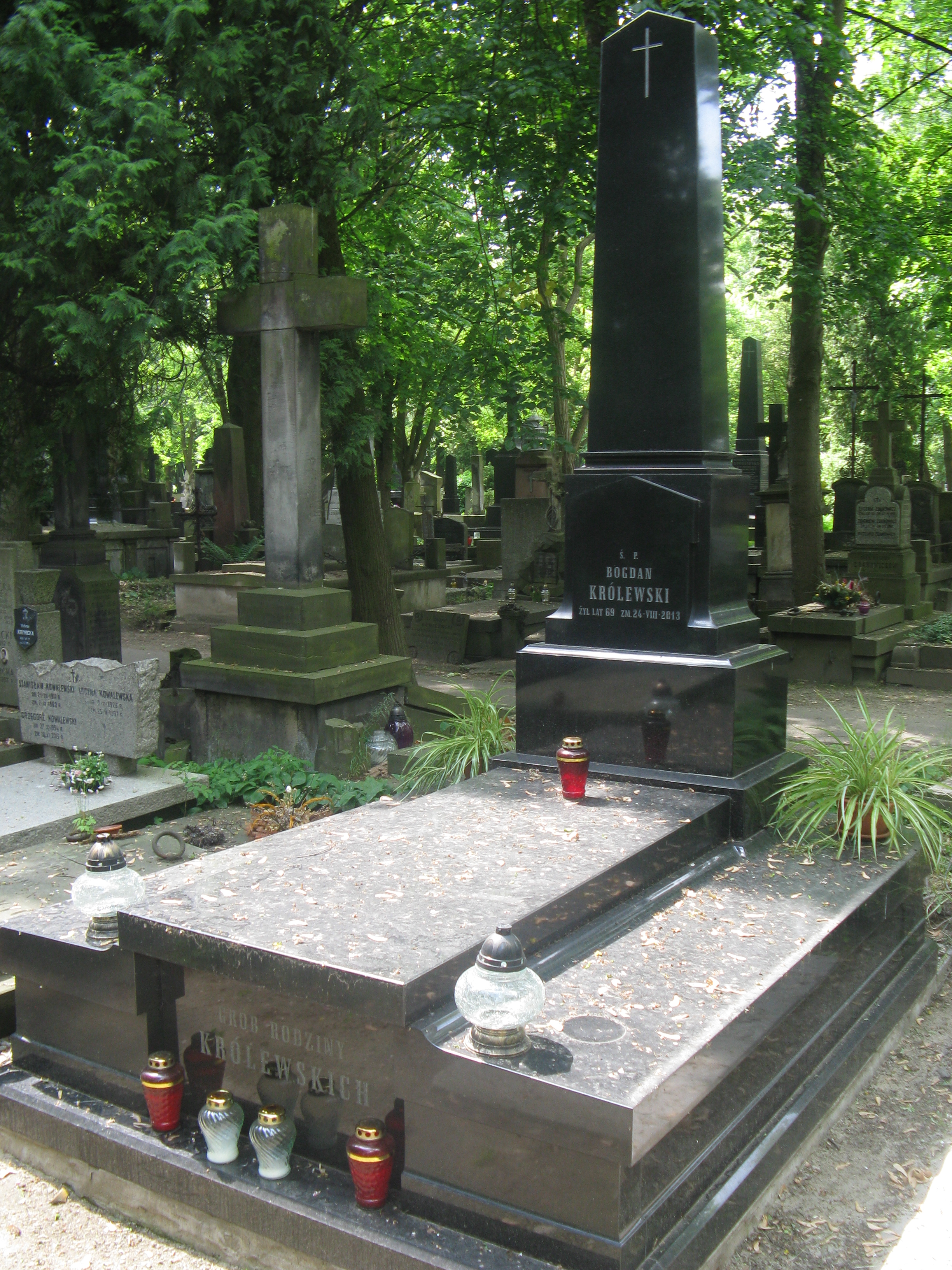
Nagrobek Bogdana Królewskiego

Syn Zygmunta i Jadwigi. W 1968 ukończył studia na Wydziale Rolniczym Szkoły Głównej Gospodarstwa Wiejskiego w Warszawie. Od 1969 do 1970 pracował w inowrocławskim PGR. W latach 1970–1972 przewodniczył bydgoskiemu Zarządowi Wojewódzkiemu Związku Młodzieży Wiejskiej. Następnie piastował funkcję sekretarza i członka prezydium Naczelnego Komitetu Wykonawczego Zjednoczonego Stronnictwa Ludowego. W 1979 został doktorem nauk rolniczych w Leningradzkiej Wyższej Szkole Rolniczej. Od 1980 do 1981 zajmował stanowisko zastępcy dyrektora naczelnego Zjednoczenia Przemysłu Owocowego-Warzywnego. W latach 1981–1984 pełnił funkcję wojewody bydgoskiego, a następnie, do 1985, wiceministra rolnictwa i gospodarki żywnościowej. W 1985 uzyskał mandat posła na Sejm PRL IX kadencji, reprezentując okręg Inowrocław. Zasiadał w Komisji Regulaminowej i Spraw Poselskich oraz w Komisji Nadzwyczajnej do rozpatrzenia projektu ustawy o zmianach w organizacji naczelnych i centralnych organów administracji państwowej. W 1989 uczestniczył w obradach Okrągłego Stołu po stronie partyjno-rządowej. Później wycofał się z działalności politycznej, zajmując się biznesem. Zasiadał w zarządach i radach nadzorczych wielu spółek.
Mieszkał w Warszawie, prowadził pasiekę. Odznaczony Krzyżem Kawalerskim Orderu Odrodzenia Polski oraz Złotym Krzyżem Zasługi. W 1981 przyznano mu tytuł honorowego obywatela Strzelna. Pochowany 5 września 2013 w grobie rodzinnym na cmentarzu Powązkowskim w Warszawie.